# 虎尾鉄橋

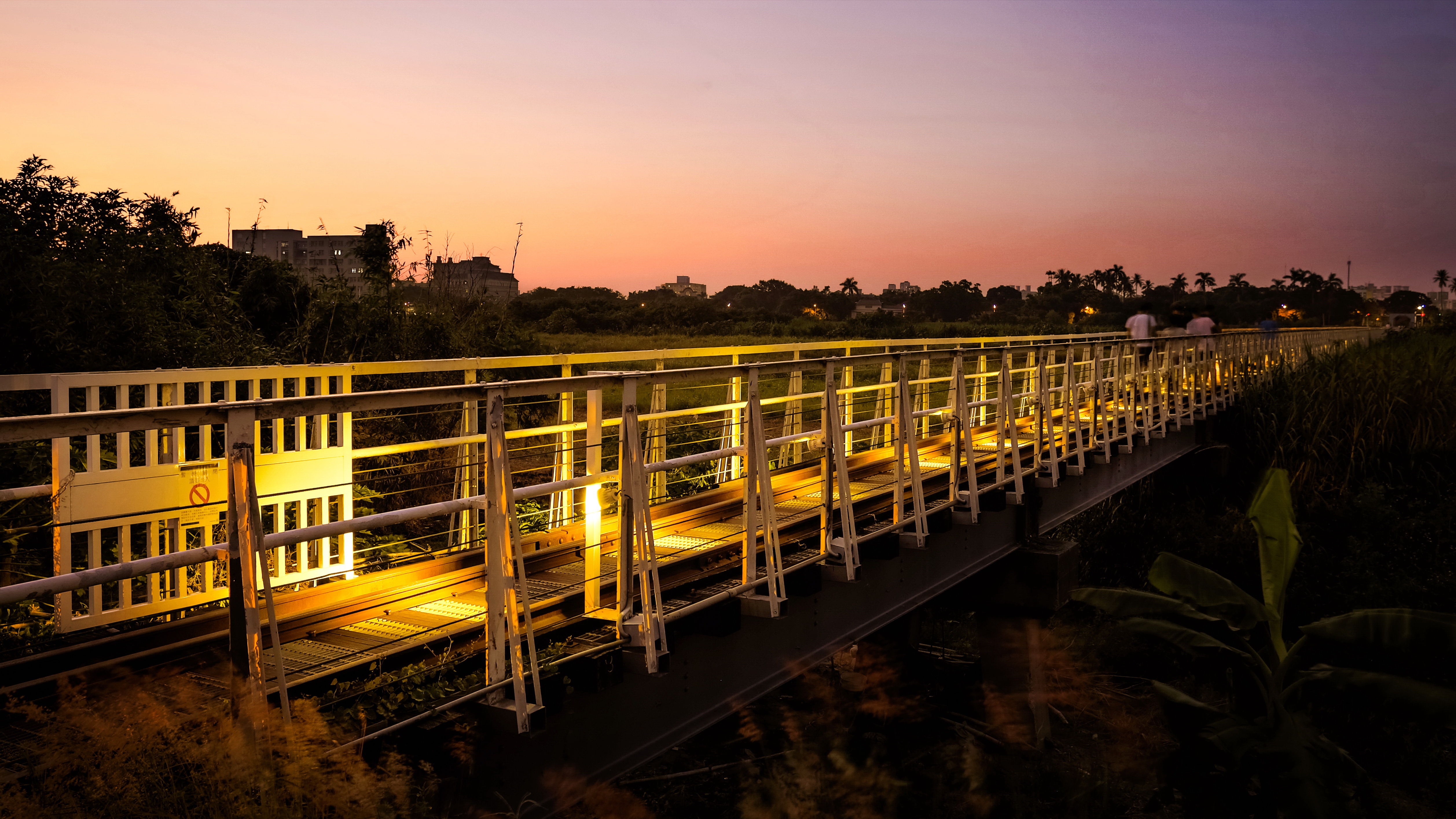
夕暮れ時の鉄橋

虎尾鉄橋（こびてっきょう）、旧称：番薯庄板仔橋（ばんしょしょうばんしきょう）は台湾雲林県虎尾鎮にある日本統治時代に建造された台湾糖業公司の糖業鉄道の鉄道橋。斗南線（南北平行予備線）の廃止後は雲林県の文化資産（県定古蹟）に指定されている。登録名義は「虎尾糖廠鉄橋」。台湾で現存する唯一の三線軌道による鉄道橋でもある。

## 概要
虎尾鉄橋は1907年の開通当初は木造橋として建造され、日本統治時代になると大日本製糖が出資した虎尾製糖所（現虎尾糖廠）への鉄道でのサトウキビ輸送のために鉄道路線が開業後も虎尾渓両岸の当地住民の往来に使われていた。その後輸送量の拡大や戦時下での安全確保のためイギリスのウェストウッド社（Westwood, Baillie）へ設計を依頼し、1931年に鉄鋼素材のトラス橋へと生まれ変わった。サトウキビ輸送のほか、数年後には旅客輸送営業も行われるようになった。3連トラス橋で台湾で唯一解体可能な橋梁。全長437メートル。

## 構造
虎尾鉄橋は23の橋脚間に22の橋梁が架けられ、それぞれの桁構造は同一ではない。日本統治時代の素材加工、構造設計、技術によるもので当時の混合式で建造された鉄橋の面影を残している。鉄筋コンクリート構造の礎盤、鋼製橋梁や鉄道施設から木板の歩道橋で構成され、河床の地形変化由来する橋脚部の礎盤の違いによって場所ごとにスペーストラス桁、平面トラス桁、I型鋼、H型鋼の4種が使い分けられている。鉄道部分はレール、枕木、それらを固定するクリップで構成されている。
1907年当時は全長300メートル、11の橋脚と10の桁で構成されていた。橋脚間の幅は不均一で最北端のものが最長だった。鉄橋は高さが異なる3種の桁が採用され、高さのあるものは上横構つきのワーレントラス、低いものは左右の主構のみで構成されたポニートラス、南岸側はガーダー橋で全体像は非対称なものとなっている。

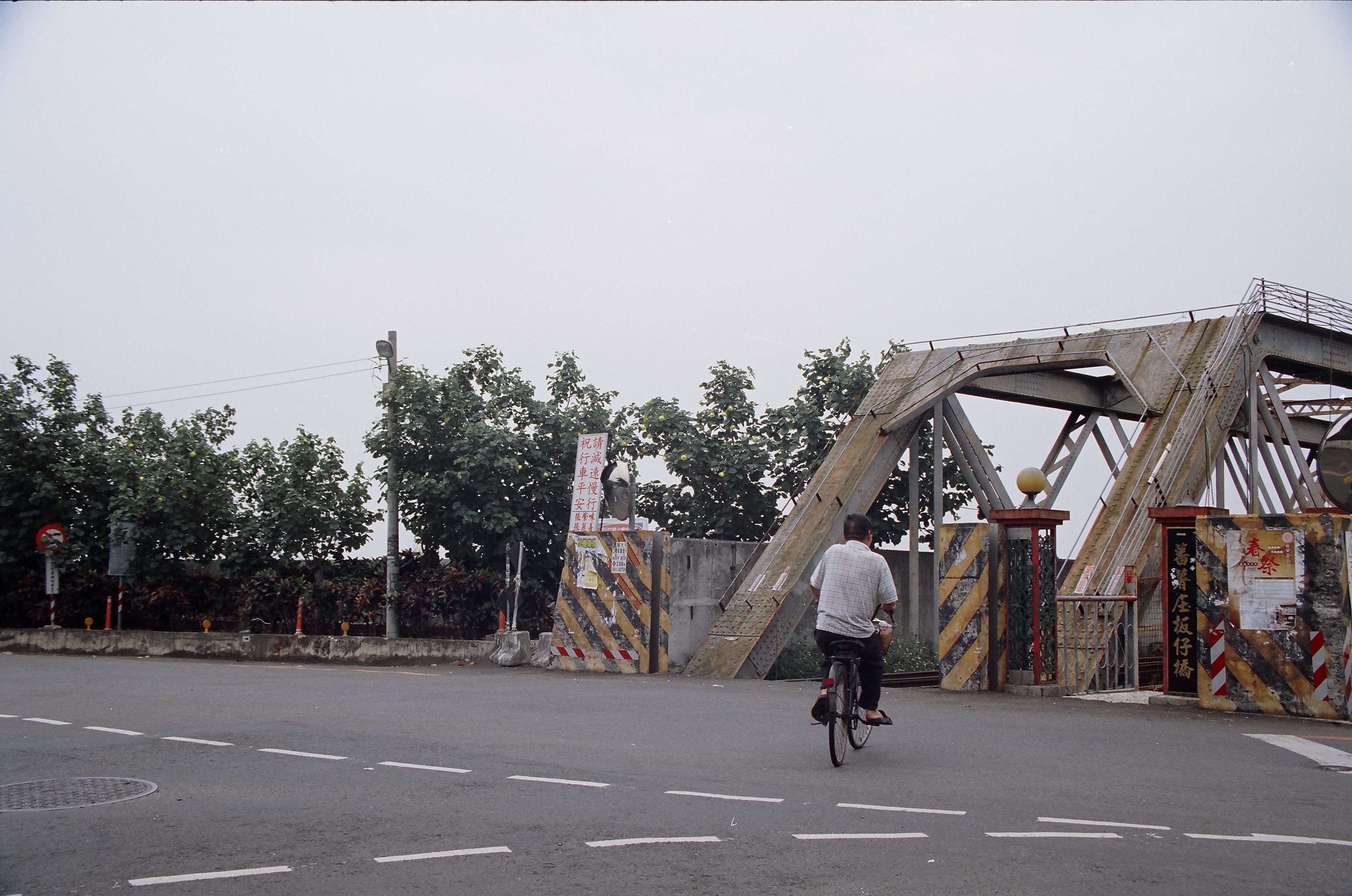
虎尾鉄橋北側（改修前）
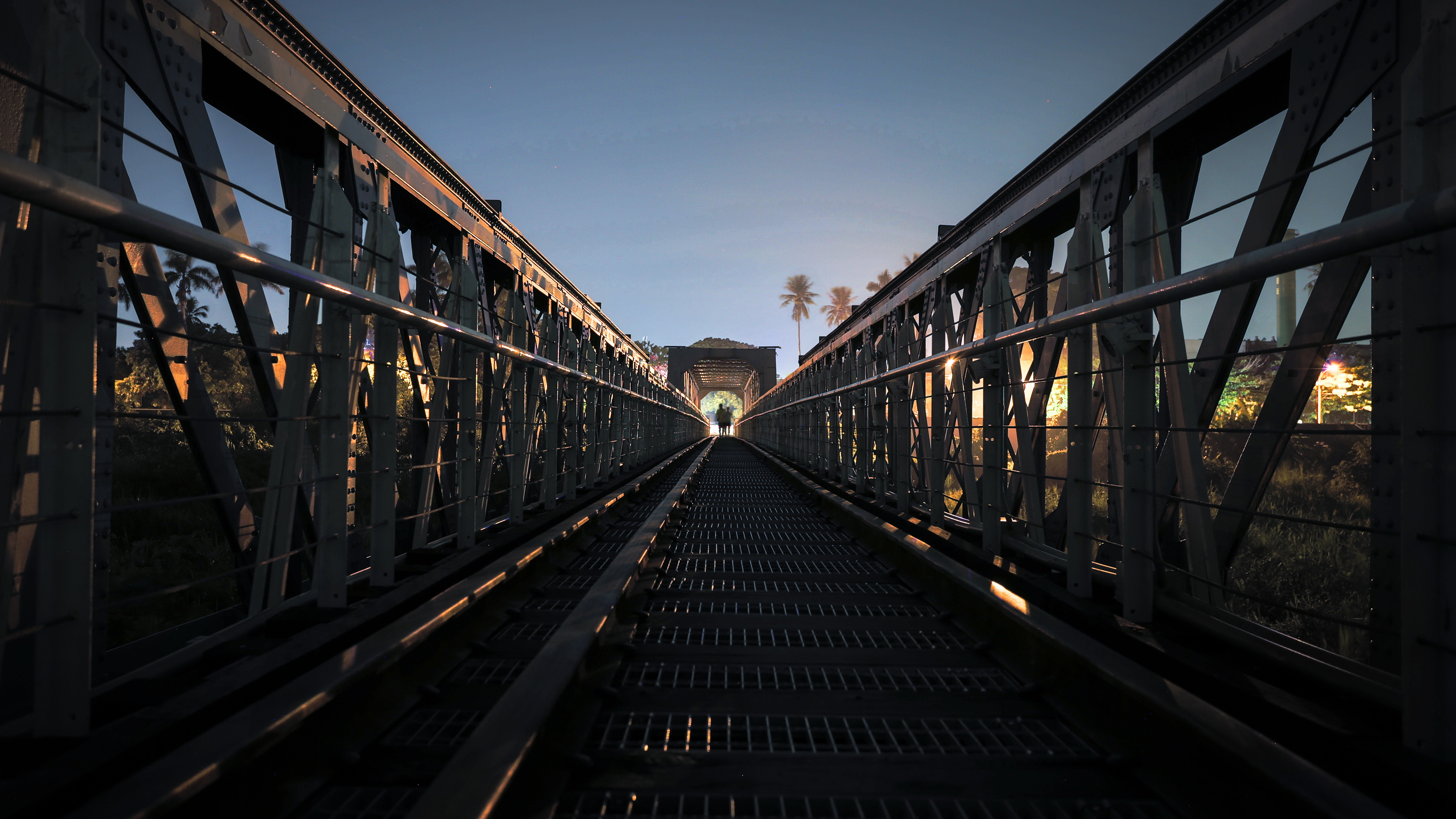
中間部のポニートラス橋
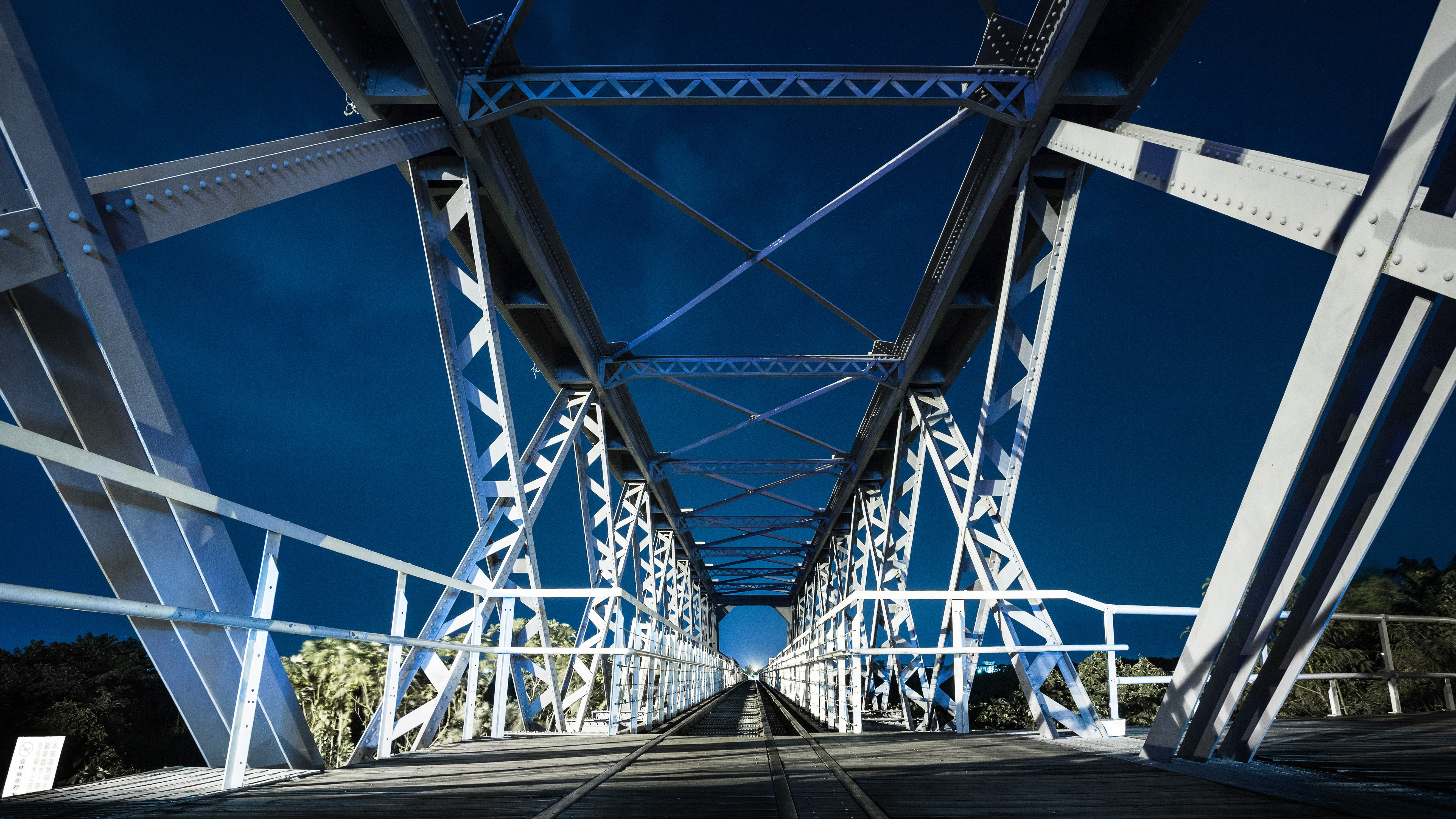
虎尾鉄橋の北端

## 沿革

### 日本時代
1906年（明治39年）虎尾製糖工場の設立許可が下され、原料輸送のためにこの橋が建設されることになった。当初は木造橋にナローゲージ（762mm）の軌道のみが敷設されていた。翌1907年に竣工し、製糖工場の発展とともに市街地も繁栄するようになった。
1910年、台湾総督府交通局鉄道部は他里霧（現斗南駅）から五間厝（現虎尾駅）の旅客輸送を大日本製糖と共同で運営するようになった。当時の製糖工場大正門から北に400mのところに貨物駅を設置し、縦貫線（軌間1,067mm）の列車が斗南駅から虎尾に直通で乗り入れが可能なように762mmの軌道の外側に1,067mm用のものが増設された三線軌道となった。
その後、渡河時の安全性と輸送量増大に対応すべく1931年に桁が鋼製のものに取り換えられた。大日本製糖が英国ウェストウッド社に設計を依頼、日本の建設業者黒板組が施工を担当した。一部は汽車製造が製造した桁を台湾に持ち込んでいる。ガーダー橋には汽車製造の銘板が残っている。3区画に分かれて解体・再建が容易な鋼製の桁とガードレールを備えた格子トラス橋に置き換えられ、同時に南側の起点が西側（下流側）に70メートル移転した。
一説には北から3つのトラス橋桁は日本国鉄東海道本線のもの、あるいは清朝時代の縦貫線改良時に不要になったものを、4-6つ目のガーダー橋は縦貫線の二仁渓を跨ぐ二層行渓橋で初代に使われていたものを流用したとされている。
1942年、台風で損傷。

### 中華民国時代

#### 番薯庄板仔橋
1945年、終戦とともに国民政府が接収し、台糖の管理下になった。
1953年虎尾鎮籍雲林県の議員だった王玄正が県政府に鉄橋に歩道を併設することを提案、県政府と鎮公所が共同で資金23万ニュー台湾ドルを拠出し、翌1954年に右側（下流側）に木造橋が設置され列車と歩行者の往来を分離した。歩道は2-3人が通れる程度の幅だったが、虎尾渓両岸の交通の要衝となり、虎尾市街地と南岸の興南里、蕃薯・竹圍仔地区を結ぶハブ機能を担った。番薯庄板仔橋はこのときに発生した俗称。

#### 水害と再建
1959年、八七水災により南岸の堤防が決壊し鉄橋も流失、この地域の被害は甚大だった。農復会（現在の行政院農業委員会）水利局と台糖虎尾糖廠は治水・再建計画を共同で行い虎尾渓の拡幅と鉄橋の延長で合意した。鉄橋の延伸工事は台糖自身が行っている。翌1960年6月、従来より約137メートル延長された鉄橋が竣工。当地の水害軽減の一翼を担った。このときのものが現存している鉄橋である。
1982年、600メートル下流側に「興南大橋」が完成し、鉄橋に併設の歩道橋はこれに取って代わられ、放置された。
1997年、地元人士が旧歩道橋の修復を求め、県政府が修復予算を計上した。1998年6月24日、歩道橋部分の再建事業の起工式典が開催され、翌1999年3月6日に完成。「蕃薯庄木板便橋」と命名された。ただし鉄道部分の斗南線はこの年で運行を停止した。
2001年、台糖は橋の管理権を県政府に移管することを決定。11月10日に引渡式典を開催した。その後鉄橋両岸は「親水公園」とする事業が開始され、虎尾糖廠とともに観光拠点となった。
2003年、県の歴史建築に指定。その後修復事業が進行する。
2009年、県指定古蹟に登録。
2012年、台風9号（アジア名:サオラー/蘇拉）の襲来で約50メートルが流失。
2014年11月より中華民国文化部と民間の東和鋼鉄公司からの寄附金で再修復事業に着手、2015年9月9日に完了、再開通した。

## 周辺
- 虎尾糖廠（中国語版）
- 雲林故事館（中国語版）
- 雲林布袋戯館（中国語版）
- 虎尾駅
- 虎尾合同庁舎（中国語版）
- 雲林同心公園
- 雲林中山路老街